# Château de Malmain
La motte castrale du château de Malmain dit aussi château de Malmain ou aussi château de Malesmains est un ancien château à motte situé sur le territoire de la commune française de Saint-Benoît-d'Hébertot, dans le département du Calvados, en région Normandie.

## Localisation
Le château est situé dans la commune de Saint-Benoît-d'Hébertot au lieu-dit les Murailles, dans le département français du Calvados.

## Historique
Trois fiefs se trouvaient sur le territoire actuel de la commune. Jean sans Terre est peut-être venu dans le château lors de déplacements vers sa résidence de Bonneville-sur-Touques.

## Protection aux monuments historiques
La motte féodale est classée au titre des monuments historiques par arrêté du 26 septembre 1979.